# نیپس (دهانه)

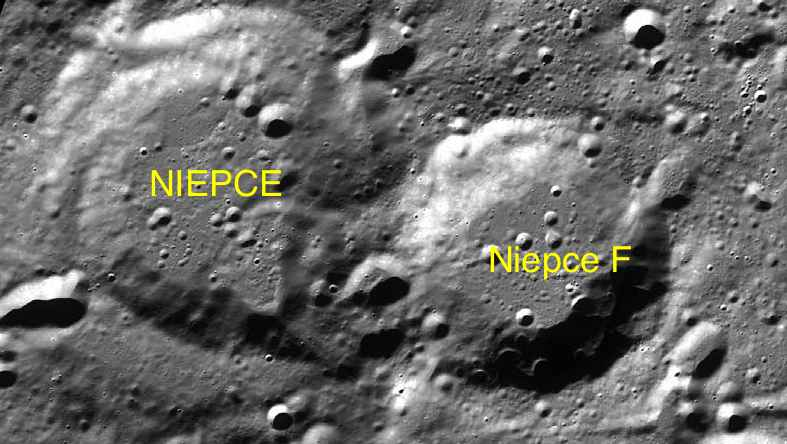
Niepce

نیپس یک دهانه برخوردی در ماه‌ است.

## دهانه‌های اقماری
این دهانه ۱ دهانه اقماری دارد.
| Niepce | عرض جغرافیایی | طول جغرافیایی | قطر          |
| ------ | ------------- | ------------- | ------------ |
| F      | ۷۲.۵° N       | ۱۱۳.۵° W      | ۴۴.۰ کیلومتر |